# Зеликовский, Зиновий Иеремеевич
Зиновий Иеремеевич Зеликовский (14 марта 1928, Руденск, Пуховичский район, Минская область, Белорусская ССР — 4 сентября 2022, Атланта, США) — молдавский советский электротехник и метролог. Лауреат Государственной премии Молдавской ССР в области науки и техники (1974).

## Биография
Родился 14 марта 1928 года в Руденске, детские годы провёл в Березниках. Его родители Еремей Мордухович Зеликовский (1903, Чернобыль — 1938, Молотов), инженер, начальник отдела техбюро Березниковского химкомбината, и Надежда Соломоновна Зеликовская (1902, Рига — ?) были репрессированы в ноябре 1937 года: отец — расстрелян 15 января 1938 года, мать 9 апреля 1938 года осуждена на 8 лет лагерей как член семьи изменника Родины, отбывала заключение в Акмолинском лагере жён изменников Родины (освобождена 9 апреля 1946 года). После ареста родителей переехал в Киев к бабушке и дедушке со стороны отца, с которыми в начале войны был эвакуирован в Самарканд.
Окончил Львовский политехнический институт, диссертацию кандидата технических наук по теме «Исследование и разработка методов и аппаратуры для сравнения мер ЭДС в метрологической практике» защитил в 1957 году в Ленинграде, после чего в 1960 году был направлен в Кишинёв, где жил до 2000 года. Был директором Кишинёвского научно-исследовательского института электроприборостроения (КНИИЭП), затем Центра автоматизации научных исследований и метрологии (ЦАМ) АН Молдавской ССР. С 1992 года возглавлял общество инженеров-электриков Молдавии. В 2000 году эмигрировал с женой в США и поселился в Атланте, где уже жили двое его сыновей. Продолжал заниматься научной работой и публиковаться до 2020 года. В 1974 году совместно с Е. Я. Бадинтером и И. Ф. Драбенко был удостоен Государственной премии Молдавской ССР «за создание и промышленное освоение организациями и предприятиями Молдавской ССР электроизмерительных приборов и элементов на основе литого микропровода».
Основные научные труды в области электроизмерительного приборостроения и использования литого микропровода для этих целей, исследования и производства литых микропроводов в стеклянной изоляции диаметром до 1 мкм. Автор изобретений в области измерительной техники. В 1960—1970-е годы был редактором серии коллективных сборников «Микропровод и приборы сопротивления» (Кишинёв: Картя молдовеняскэ, 1962—1972).
Награждён орденом Трудового Красного Знамени и  медалью «За гражданские заслуги» (Молдавия).

## Семья
Жена (с 1950 года) — Полина Николаевна Зеликовская (урождённая Бендус, 1925—2012).
Трое сыновей — Аркадий (род. 1951), Евгений (род. 1981) и Александр (математик, учёный в области биоинформатики).

## Монографии
- E. Ya. Badinter, V. M. Geller, L. E. Degtyar, Z. I. Zelikovskii, V. P. Tsetenes. New Analog Computing Elements Made of Fused Microconductors in Glass Insulation. Foreign Technology DIV WRIGHT-PATTERSON AFB Ohio, Defense Technical Information Center, 1969.
- Бадинтер Е. Я., Берман Н. Р., Драбенко И. Ф., Заборовский, В. И., Зеликовский З. И., Чебан, В. Г. Литой микропровод и его свойства. Кишинев: Штиинца, 1973. — 320 с.
- Б. Г. Гришаенков, З. И. Зеликовский, В. И. Шнайдерман. Медико-биологические электроды из литого микропровода. АН МССР, Центр автоматизации и метрологии научных исследований. Кишинёв: Штиинца, 1981. — 172 с.
- З. И. Зеликовский, М. М. Клузман, А. А. Праницкий. Системы коллективного пользования научным оборудованием Академии наук МССР. 2-е изд., доп. Кишинёв: Штиинца, 1983; Автоматизированная система коллективного пользования научным оборудованием Академии наук Молдавской ССР. Кишинёв: Штиинца, 1988.

## Сборники
- Прецизионные печатные и тонкоплёночные резисторы / Гл. ред. З. И. Зеликовский. Кишинёв: НИИ элетроприбростроения, 1972.
- Микропровод в приборостроении / Отв. ред. З. И. Зеликовский. НИИ электроприборостроения. Кишинёв: Картя молдовеняскэ, 1974. — 271 с.
- Приборное оснащение и автоматизация научных исследований в биологии / Ред. З. И. Зеликовский. Кишинёв: Штиинца, 1984. — 163 с.
- Автоматизация и метрология научных исследований / АН МССР, Центр автоматизации маучных исследований и метрологии. Отв. ред. З. И. Зеликовский. Кишинёв: Штиинца, 1985. — 212 с.
- Системы коллективного пользования научным оборудованием / Отв. ред. З. И. Зеликовский. Кишинёв: Штиинца, 1986. — 147 с.
- Автоматизация и приборное оснащение экспериментальных исследований растений. Библиографический указатель литературы за 1964—1985 гг. Ред. З. И. Зеликовский. Кишинёв, 1987.